# Juillan

Juillan este o comună în departamentul Hautes-Pyrénées din sudul Franței. În 2009 avea o populație de 3.931 de locuitori.

## Evoluția populației
| An        | 1975  | 1982  | 1990  | 1999  | 2006  | 2009  |
| --------- | ----- | ----- | ----- | ----- | ----- | ----- |
| Populație | 2.420 | 3.175 | 3.483 | 3.506 | 3.760 | 3.931 |